# Deichmann
Deichmann SE (dříve Heinrich Deichmann-Schuhe GmbH & Co. KG) patří k velkým německým obuvním řetězcům. Společnost, kterou založil v roce 1913 Heinrich Deichmann, sídlí od dob vzniku v Essenu v Severním Porýní-Vestfálsku.

## Prodejny V ČR - dle krajů
- Hlavní město Praha 11x
- Jihomoravský kraj 14x
- Jihočeský kraj 7x
- Karlovarský kraj 4x
- Kraj Vysočina 9x
- Královéhradecký kraj 6x
- Liberecký kraj 4x
- Moravskoslezský kraj 13x
- Olomoucký kraj 8x
- Pardubický kraj 6x
- Plzeňský kraj 5x
- Středočeský kraj 13x
- Zlínský kraj 7x
- Ústecký kraj 10x